# 桑颇·才旺仁增
桑颇·才旺仁增（藏語：བསམ་ཕོ་ཚེ་དབང་རིག་འཛིན་，威利转写：bsam pho tshe dbang rig 'dzin，藏语拼音：Sampo cêwang Rinzin，1904年—1973年），西藏拉萨人，曾任噶伦，中国人民解放军少将。

## 生平

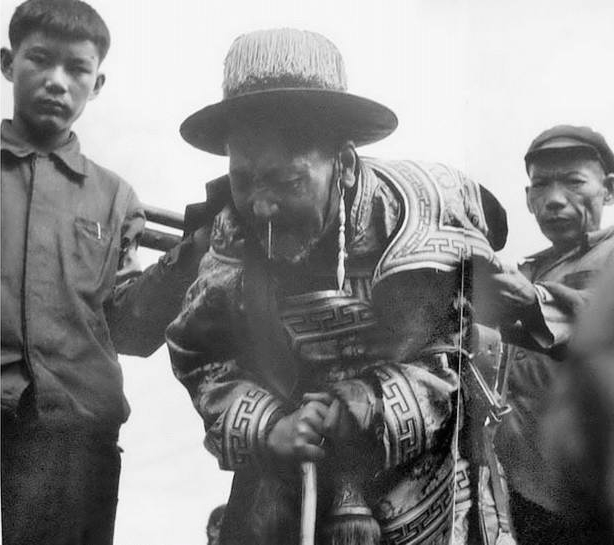
1966年8月桑颇·才旺仁增在文化大革命中被批斗

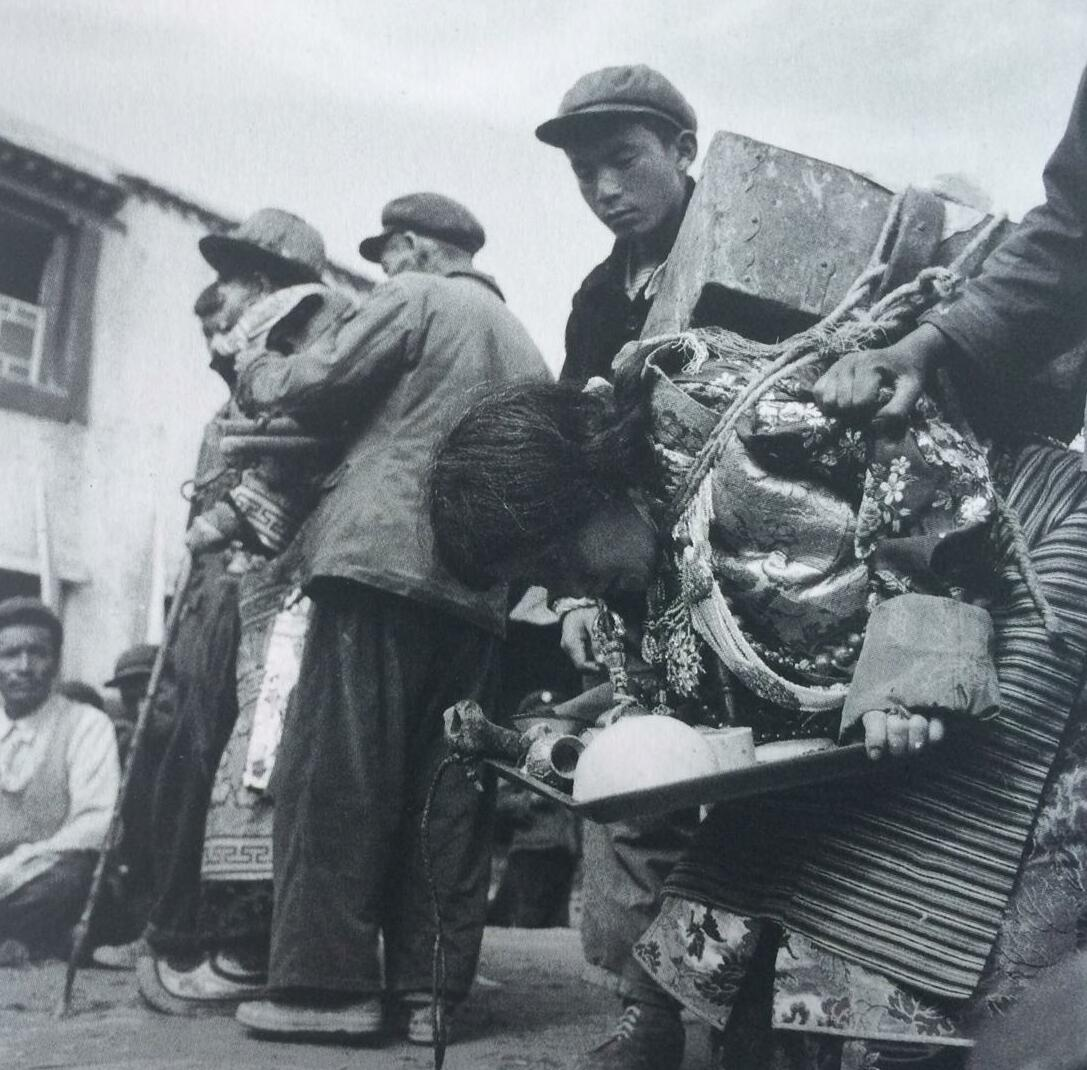
桑颇·才旺仁增少将及其妻子遭受严酷批斗。1973年才旺仁增将军被迫害致死

桑颇·才旺仁增出生于西藏贵族桑颇家族，承袭台吉爵位。曾在西藏政府中历任色朗巴、雪巴、甲查列空多当巴（盐茶局总管）、扎萨、扎期列空多当巴（造币厂总管）等职。
1952年出任拉萨小学董事会董事、编审委员会委员。1956年任西藏自治区筹备委员会常委。1957年被任命为噶厦的最高长官噶伦。次年任西藏军区副司令员、西藏地方政府藏军马基（总司令），同年被授予中国人民解放军少将军衔。1959年任西藏自治区政府副主席。在同年的藏区骚乱中，他在罗布林卡被藏民用石块砸车，导致身负重伤。后出任国防委员会委员。1965年当选第四届全国政协委员。
文化大革命期间才旺仁增因被指控为叛乱集团头目而受到迫害，并于1973年逝世。1979年3月，中华人民共和国中央政府为其平反。

## 家庭
其幼女桑吉德西嫁给锡金王储巴登顿珠郎加（后来成为锡金末代国王）为妻。